# ويسلي جون
ويسلي جون (بالإنجليزية: Wesley John)‏ (و. 1976  م) هو لاعب كرة قدم فنسينتي، ولد في كينغستاون، مركز لعبه هو مُدَافِع.

## روابط خارجية
- ويسلي جون على موقع قاعدة بيانات كرة القدم.إي يو (الإنجليزية)
- ويسلي جون على موقع ناشيونال فوتبول تيمز (الإنجليزية)